# هادي حسن حمودي
هادي حسن حمودي (مواليد 1947) هو كاتب وباحث وأكاديمي عراقي، متخصّص في الشؤون العُمانية. درّس في جامعات متعددة في البلاد العربيّة والبريطانية، وهو أمين عام المجمع العلمي للبحوث والدراسات ومقرّه لندن. أصدر أكثر من ثمانين كتاب في مختلف فنون المعرفة، مؤلفًا ومحققًا، منها ثلاثون كتابا عن عُمان وتراثها ونهضتها المعاصرة.
انتقل من العراق إلى الجزائر عام 1973، ثم إلى المملكة المتحدة عام 1987، ويقيم حاليًا في لندن. قام بتدريس المواد اللغوية والنحويّة في جامعة وهران في الجزائر. زار عُمان عام 1991 وبدأ كتاباته في الشأن العماني.

## تعليمه
أتم دراسته الابتدائية والمتوسطة والإعداية والجامعية في بغداد، وحصل على درجة الماجستير في علم اللغة من جامعة بغداد بتحقيق كتاب «مجمل اللغة». كما حصل على درجة الدكتوراه من جامعة ترينيتي بدراسة عن «الأصوات اللغوية». وحاز على دكتوراه الدولة (بالفرنسية: Doctorat d'État)‏ من فرنسا برسالة عن منهج البحث اللغوي عند العرب في القرن العاشر الميلادي/الرابع الهجري.

## أعماله
| م  | العمل                                                                   | دوره | عام الإصدار | الناشر                                                                                     | عدد الصفحات | رقم تعريفي                             | مراجع         |
| -- | ----------------------------------------------------------------------- | ---- | ----------- | ------------------------------------------------------------------------------------------ | ----------- | -------------------------------------- | ------------- |
| 1  | المقامات من ابن فارس إلى بديع الزمان الهمذاني                           | مؤلف | 1985        | دار الآفاق الجديدة، بيروت                                                                  | 127         |                                        | [ 6 ] [ 7 ]   |
| 2  | الأمالي النحوية 'أمالي القرآن الكريم'                                   | محقق | 1985        | دار عالم الكتب للطباعة والنشر والتوزيع، بيروت دار النهضة العربية، بيروت                    | 580         |                                        | [ 8 ]         |
| 3  | مجمل اللغة                                                              | محقق | 1985        | معهد المخطوطات العربية، المنظمة العربية للتربية والثقافة والعلوم، الكويت                   |             |                                        | [ 9 ]         |
| 4  | المخطوطات العربية في مكتبة باريس الوطني                                 | مؤلف | 1986        | دار الآفاق الجديدة، بيروت                                                                  | 275         |                                        | [ 10 ] [ 11 ] |
| 5  | أحمد بن فارس وريادته في البحث اللغوي، والتفسير القرآني، والميدان الأدبي | مؤلف | 1987        | دار عالم الكتب للطباعة والنشر والتوزيع، بيروت                                              | 350         |                                        | [ 12 ] [ 13 ] |
| 6  | الأمالي العمانية                                                        | محقق | 1992        | وزارة التراث القومي والثقافة، مسقط                                                         | 245         |                                        | [ 14 ]        |
| 7  | الفكر السياسي العماني: من الثوابت إلى المتغيرات                         | مؤلف | 1993        | رياض الريس للكتب والنشر، لندن                                                              | 499         | (ردمك 9781855132375، وردمك 1855132370) | [ 15 ]        |
| 8  | الخليل وكتاب العين                                                      | مؤلف | 1994        | غ.م.، لندن                                                                                 | 117         |                                        | [ 16 ]        |
| 9  | أبو بكر بن دريد الأزدي العماني: أعلم العلماء وأشعر الشعراء              | مؤلف | 1994        | وزارة التراث القومي والثقافة، مسقط                                                         | 95          |                                        | [ 17 ] [ 18 ] |
| 10 | كتاب الحماسة                                                            | محقق | 1995        | دار عالم الكتب للطباعة والنشر والتوزيع، بيروت                                              | 192         |                                        | [ 19 ] [ 20 ] |
| 11 | سلطنة عمان: جذور الوفاء والولاء: رسالة حب.. لسلامة القائد               | مؤلف | 1995        | وزارة الإعلام، سلطنة عمان                                                                  | 111         |                                        | [ 21 ]        |
| 12 | معجم الإصمعي                                                            | مؤلف | 1998        | دار عالم الكتب للطباعة والنشر والتوزيع، بيروت                                              | 434         |                                        | [ 22 ]        |
| 13 | سلطنة عمان من النطق السامي إلى النظام الأساسي                           | مؤلف | 1998        | وزارة الإعلام، سلطنة عمان                                                                  | 271         |                                        | [ 23 ]        |
| 14 | الفكر الاجتماعي العماني                                                 | مؤلف | 1998        | وزارة الإعلام، سلطنة عمان                                                                  | 251         |                                        | [ 24 ]        |
| 15 | الفكر الاقتصادي العماني                                                 | مؤلف | 1999        | وزارة الإعلام، سلطنة عمان                                                                  | 268         |                                        | [ 25 ]        |
| 16 | علماء عمانيون عبر التاريخ                                               | مؤلف | 2002        | وزارة الإعلام، سلطنة عمان                                                                  | 452         |                                        | [ 26 ]        |
| 17 | حوار مع دائرة المعارف الحسينية للكرباسي: العقل والنقل                   | مؤلف | 2004        | بيت العلم للنابهين، بيروت                                                                  | 288         |                                        | [ 27 ]        |
| 18 | تاملات في أسئلة القرآن: دراسة تحليلية بنيوية                            | مؤلف | 2007        | بيت العلم للنابهين، بيروت                                                                  | 344         |                                        | [ 28 ] [ 29 ] |
| 19 | عُمان خطوات نحو المستقبل                                                 | مؤلف | 2007        | بيت العلم للنابهين، بيروت                                                                  | 365         | (ردمك 9781905723072، وردمك 1905723075) | [ 30 ] [ 31 ] |
| 20 | آيات التنزيل فيما رواه سيبويه عن الخليل                                 | محقق | 2007        | وزارة التراث القومي والثقافة، مسقط                                                         | 384         |                                        | [ 32 ]        |
| 21 | تفسير أحمد بن فارس (306–395 هـ)                                         | محقق | 2008        | بيت العلم للنابهين، بيروت                                                                  | 240         |                                        | [ 33 ]        |
| 22 | حوار الأديان وحدة المبادئ العامة والقواعد الكلية                        | مؤلف | 2010        | بيت العلم للنابهين، بيروت                                                                  | 335         |                                        | [ 34 ] [ 35 ] |
| 23 | أبو حسن الهنائي والمنجد اللغوي: منظم على الألفباء                       | مؤلف | 2011        | دار الحكمة للطباعة والنشر والتوزيع، لندن                                                   | 496         | (ردمك 9781904923916، وردمك 1904923917) | [ 36 ] [ 37 ] |
| 24 | قصص القرآن: من الرمز إلى الواقع: دراسة تحليلية شاملة                    | مؤلف | 2012        | دار الكتب العلمية للنشر والتوزيع، القاهرة                                                  | 317         | (ردمك 9782745174154، وردمك 2745174150) | [ 38 ] [ 39 ] |
| 25 | أساليب التعبير عند الخليل بن أحمد: المجلد الأول                         | مؤلف | 2012        | دار الكتب العلمية، بيروت                                                                   | 576         | (ردمك 9782745174161، وردمك 2745174169) | [ 40 ] [ 41 ] |
| 26 | أساليب التعبير عند الخليل بن أحمد: المجلد الثاني                        | مؤلف | 2012        | دار الكتب العلمية، بيروت                                                                   | 600         | (ردمك 9782745174161، وردمك 2745174169) | [ 40 ] [ 42 ] |
| 27 | النبي إبراهيم (عليه السلام): من مشارف الشك إلى مشارق اليقين             | مؤلف | 2012        | دار الكتب العلمية، بيروت                                                                   | 288         | (ردمك 9782745174338، وردمك 2745174339) | [ 43 ] [ 44 ] |
| 28 | موسوعة معاني القرآن الكريم                                              | مؤلف | 2012        | دار المحجة البيضاء للطباعة والنشر والتوزيع، بيروت                                          | 2738        |                                        | [ 45 ]        |
| 29 | موسوعة معاني القرآن الكريم حسب تسلسل النزول                             | مؤلف | 2012 2017   | دار المحجة البيضاء للطباعة والنشر والتوزيع، بيروت مكتبة وتسجيلات روائع نور الاستقامة، سناو |             | (ردمك 9786144260708، وردمك 6144260706) | [ 46 ] [ 47 ] |
| 30 | أبو القاسم الشابي: مسارات نحو اليقين                                    | مؤلف | 2013        | الدار العربية للعلوم ناشرون، بيروت                                                         | 438         | (ردمك 9786140107755، وردمك 614010775X) | [ 48 ] [ 49 ] |
| 31 | الإعلام العربي: التنمية اللغوية والموضوعية                              | مؤلف | 2013        | الدار العربية للعلوم ناشرون، بيروت                                                         | 302         | (ردمك 9786140205796، وردمك 6140107741) | [ 50 ] [ 51 ] |
| 32 | الحسد: من الخرافة إلى العلم                                             | مؤلف | 2013        | بيت العلم للنابهين، بيروت المركز الحسيني للدراسات، لندن                                    | 111         | (ردمك 9781908286789، وردمك 1908286784) | [ 52 ] [ 53 ] |
| 33 | سلسلة التطوير النفسي                                                    | مؤلف | 2013        | بيت العلم للنابهين، بيروت                                                                  | 1029        |                                        | [ 54 ]        |
| 34 | الصداقة وإعمار الأرض                                                    | مؤلف | 2013        | بيت العلم للنابهين، بيروت المركز الحسيني للدراسات، لندن                                    | 95          | (ردمك 9781908286895، وردمك 190828689X) | [ 55 ]        |
| 35 | أنت وما حولك: قصص.. ونتائج                                              | مؤلف | 2013        | بيت العلم للنابهين، بيروت المركز الحسيني للدراسات، لندن                                    | 95          | (ردمك 9781908286888، وردمك 1908286881) | [ 56 ] [ 57 ] |
| 36 | التعاون: جسر إلى الغد المشرق                                            | مؤلف | 2013        | بيت العلم للنابهين، بيروت المركز الحسيني للدراسات، لندن                                    | 110         | (ردمك 9781908286871، وردمك 1908286873) | [ 58 ] [ 59 ] |
| 37 | الفتنة أشد من القتل وأكبر                                               | مؤلف | 2013        | بيت العلم للنابهين، بيروت المركز الحسيني للدراسات، لندن                                    | 95          | (ردمك 9781908286864، وردمك 1908286865) | [ 60 ] [ 61 ] |
| 38 | العمل.. عبادة                                                           | مؤلف | 2013        | بيت العلم للنابهين، بيروت المركز الحسيني للدراسات، لندن                                    | 110         |                                        | [ 62 ]        |
| 39 | العلم الفريضة الواجبة                                                   | مؤلف | 2013        | بيت العلم للنابهين، بيروت المركز الحسيني للدراسات، لندن                                    | 95          | (ردمك 9781908286833، وردمك 1908286830) | [ 63 ] [ 64 ] |
| 40 | مفهوم المواطنة                                                          | مؤلف | 2013        | بيت العلم للنابهين، بيروت المركز الحسيني للدراسات، لندن                                    | 111         |                                        | [ 65 ]        |
| 41 | جريمة الغيبة والبهتان                                                   | مؤلف | 2013        | بيت العلم للنابهين، بيروت المركز الحسيني للدراسات، لندن                                    | 112         | (ردمك 9781908286796، وردمك 1908286792) | [ 66 ] [ 67 ] |
| 42 | الصبر من الألم إلى الأمل                                                | مؤلف | 2013        | بيت العلم للنابهين، بيروت المركز الحسيني للدراسات، لندن                                    | 95          | (ردمك 9781908286857، وردمك 1908286857) | [ 68 ] [ 69 ] |
| 43 | عمان آفاق التطوير المتواصل: دراسة في انتقالات عمان سنة 2012 وما بعدها   | مؤلف | 2013        | وزارة الإعلام، سلطنة عمان                                                                  | 368         |                                        | [ 70 ]        |
| 44 | كتاب الحروف والادوات                                                    | محقق | 2014        | وزارة التراث القومي والثقافة، مسقط                                                         | 630         | (ردمك 9789996902567، وردمك 9996902560) | [ 71 ]        |
| 45 | كتاب الماء: أول معجم طبي لغوي في التاريخ: الجزء الأول                   | محقق | 2015        | وزارة الثقافة والتراث، عُمان                                                                | 534         | (ردمك 9789996904035، وردمك 9996904032) | [ 72 ]        |
| 46 | كتاب الماء: أول معجم طبي لغوي في التاريخ: الجزء الثاني                  | محقق | 2015        | وزارة الثقافة والتراث، عُمان                                                                | 540         | (ردمك 9789996904042، وردمك 9996904040) | [ 73 ]        |
| 47 | كتاب الماء: أول معجم طبي لغوي في التاريخ: الجزء الثالث                  | محقق | 2015        | وزارة الثقافة والتراث، عُمان                                                                | 546         | (ردمك 9789996904059، وردمك 9996904059) | [ 74 ]        |
| 48 | عمان: التاريخ الجيوسياسي منذ أقدم العصور                                | مؤلف | 2016 2019   | دار الكتب العلمية للنشر والتوزيع، القاهرة المنهل للنشر الإلكتروني، عمّان                    | 374         | (ردمك 2745101749)                      | [ 75 ] [ 76 ] |
| 49 | معجم الشعر العماني: المعاني.. والتأثير القرآني: شعر نزوى مثالاً          | مؤلف | 2016        | دار الكتب العلمية للنشر والتوزيع، القاهرة                                                  | 536         | (ردمك 9782745101754، وردمك 2745101757) | [ 77 ] [ 78 ] |
| 50 | بناء الدولة الحديثة: أثر الإسلام وتفاعل الأزمنة                         | مؤلف | 2018        | سامسون للنشر، لندن                                                                         | 308         | (ردمك 9781908286826، وردمك 1908286822) | [ 79 ] [ 80 ] |
| 51 | الإسلام من الثابت إلى المتغير                                           | مؤلف | 2018        | بيت العلم للنابهين، بيروت                                                                  | 301         |                                        | [ 81 ]        |
| 52 | معجميون ومعجمات: تقويم وتطوير                                           | مؤلف | 2018        | بيت العلم للنابهين، بيروت                                                                  | 317         | (ردمك 9781908286840، وردمك 1908286849) | [ 82 ] [ 62 ] |

1. ↑  تأليف ابن الحاجب.
2. ↑  تأليف ابن فارس القزويني.
3. ↑  تأليف عيسى بن إبراهيم ربعي.
4. ↑  كتاب العين من تأليف الخليل بن أحمد الفراهيدي البصري.
5. ↑  تأليف أبي تمام حبيب بن أوس الطائي وأبي الحسين أحمد بن فارس.
6. ↑  تأليف الخليل بن أحمد الفراهيدي الأزدي.
7. ↑  تأليف أبو محمد عبد الله بن محمد الأزدي الصحاري.